# Europese PGA Tour 1988
De Europese PGA Tour 1988 was het zeventiende seizoen van de Europese PGA Tour en bestond uit 31 toernooien.
Dit seizoen stond er vijf nieuwe toernooien op de kalender: het Open de Baleares, het Barcelona Open, het AGF Biarritz Open, het Engels Open en de Volvo Masters. Het Marokkaans Open en de Lawrence Batley International verdwenen van de kalender.

## Kalender
| Data  | Data  | Toernooi                                          | Baan                                | Land                     | Winnaar             | Score | Score | Info           |
| ----- | ----- | ------------------------------------------------- | ----------------------------------- | ------------------------ | ------------------- | ----- | ----- | -------------- |
| 10-03 | 13-03 | Mallorca Open de Baleares                         | Club de Golf Santa Ponsa            | Spanje                   | Seve Ballesteros    | 272   | -16   | Nieuw toernooi |
| 17-03 | 20-03 | Torras Hostench Barcelona Open                    | Real Club de Golf El Prat           | Spanje                   | David Whelan        | 276   | -12   | Nieuw toernooi |
| 31-03 | 03-04 | AGF Biarritz Open                                 | Golf de Biarritz                    | Frankrijk                | David Llewellyn     | 258   | -14   | Nieuw toernooi |
| 14-04 | 17-04 | Cannes Open                                       | Golf Country Club de Cannes Mougins | Frankrijk                | Mark McNulty        | 279   | -9    |                |
| 21-04 | 24-04 | Madrid Open                                       | Real Club de la Puerta de Hierro    | Spanje                   | Derrick Cooper      | 275   | -13   |                |
| 28-04 | 01-05 | Portuguese Open                                   | Estoril Palácio Golf Course         | Portugal                 | Mike Harwood        | 280   | -8    |                |
| 05-05 | 08-05 | Epson Grand Prix of Europe                        | Marriott St. Pierre Golf Club       | Wales                    | Bernhard Langer     | -     | -     |                |
| 12-05 | 15-05 | Peugeot Spanish Open                              | Real Golf de Pedreña                | Spanje                   | Mark James          | 262   | -18   |                |
| 19-05 | 22-05 | Italian Open                                      | Golf Club Monticello                | Italië                   | Greg Norman         | 270   | -18   |                |
| 27-05 | 30-05 | Volvo PGA Championship                            | The Wentworth Club                  | Engeland                 | Ian Woosnam         | 274   | -14   |                |
| 02-06 | 05-06 | Dunhill British Masters                           | Woburn Golf Club                    | Engeland                 | Sandy Lyle          | 273   | -15   |                |
| 09-06 | 12-06 | London Standard Four Stars National Pro-Celebrity | Moor Park Golf Club                 | Engeland                 | Rodger Davis        | 275   | -13   |                |
| 16-06 | 19-06 | Volvo Belgian Open                                | Golf du Bercuit                     | België                   | José María Olazábal | 269   | -15   |                |
| 23-06 | 26-06 | Peugeot Open de France                            | Golf de Chantilly                   | Frankrijk                | Nick Faldo          | 274   | -6    |                |
| 29-06 | 02-07 | Monte Carlo Open                                  | Golf de Monte-Carlo                 | Monaco                   | José Rivero         | 261   | -15   |                |
| 06-07 | 09-07 | Bell's Scottish Open                              | The Gleneagles                      | Schotland                | Barry Lane          | 271   | -13   |                |
| 14-07 | 17-07 | The Open Championship                             | Royal Lytham & St. Annes Golf Club  | Engeland                 | Seve Ballesteros    | 273   | -11   |                |
| 21-07 | 24-07 | KLM Dutch Open                                    | Hilversumsche Golf Club             | Nederland                | Mark Mouland        | 274   | -14   |                |
| 28-08 | 31-08 | Scandinavian Enterprise Open                      | Royal Drottningholms Golf Club      | Zweden                   | Seve Ballesteros    | 270   | -18   |                |
| 04-08 | 07-08 | Benson and Hedges International Open              | Fulford Golf Club                   | Engeland                 | Peter Baker         | 271   | -17   |                |
| 11-08 | 14-08 | PLM Open                                          | Flommens Golfklubb                  | Zweden                   | Frank Nobilo        | 270   | -10   |                |
| 18-08 | 21-08 | Carroll's Irish Open                              | Portmarnock Golf Club               | Ierland                  | Ian Woosnam         | 278   | -10   |                |
| 25-08 | 28-08 | German Open                                       | Frankfurter Golf Club               | Bondsrepubliek Duitsland | Seve Ballesteros    | 263   | -21   |                |
| 01-09 | 04-09 | Ebel European Masters Swiss Open                  | Golf Club Crans-sur-Sierre          | Zwitserland              | Chris Moody         | 268   | -20   |                |
| 08-09 | 11-09 | Panasonic European Open                           | Sunningdale Golf Club               | Engeland                 | Ian Woosnam         | 260   | -20   |                |
| 15-09 | 18-09 | Trophée Lancôme                                   | Saint-Nom-la-Bretèche Golf Club     | Frankrijk                | Seve Ballesteros    | 269   | -15   |                |
| 22-09 | 25-09 | German Masters                                    | Stuttgarter Golf-Club Solitude      | Bondsrepubliek Duitsland | José María Olazábal | 279   | -9    |                |
| 29-09 | 02-10 | Engels Open                                       | Royal Birkdale Golf Club            | Engeland                 | Howard Clark        | 279   | -9    | Nieuw toernooi |
| 06-10 | 10-10 | Suntory World Match Play                          | The Wentworth Club                  | Engeland                 | Sandy Lyle          | -     | -     |                |
| 20-10 | 23-10 | Jersey Open                                       | La Moye Golf Club                   | Jersey                   | Des Smyth           | 273   | -15   |                |
| 27-10 | 30-10 | Volvo Masters                                     | Valderrama Golf Club                | Spanje                   | Nick Faldo          | 284   | -4    | Nieuw toernooi |

## Order of Merit
De Order of Merit wordt gebaseerd op basis van het verdiende geld.
| Rang | Speler              | Land          | Prijzengeld (£) |
| ---- | ------------------- | ------------- | --------------- |
| 1    | Seve Ballesteros    | Spanje        | 451.560         |
| 2    | Nick Faldo          | Engeland      | 347.971         |
| 3    | José María Olazábal | Spanje        | 285.964         |
| 4    | Ian Woosnam         | Wales         | 234.991         |
| 5    | Sandy Lyle          | Schotland     | 186.018         |
| 6    | Mark McNulty        | Zimbabwe      | 180.992         |
| 7    | Des Smyth           | Ierland       | 171.951         |
| 8    | Mark James          | Engeland      | 152.900         |
| 9    | Ronan Rafferty      | Noord-Ierland | 132.395         |
| 10   | José Rivero         | Spanje        | 131.079         |